# 157640 Baumeler
157640 Baumeler è un asteroide della fascia principale. Scoperto nel 2006, presenta un'orbita caratterizzata da un semiasse maggiore pari a 3,2078733 UA e da un'eccentricità di 0,1076889, inclinata di 9,33975° rispetto all'eclittica.